# نور عريضة
نور كارلا عريضة هي عارضة أزياء أمريكية لبنانية وسفيرة علامة تجارية. وهي أحد أعضاء لجنة تحكيم مسابقة ملكة جمال لبنان 2024.

## سيرتها
ولدت نور في 10 يوليو 1989 في ولاية ماريلاند بالولايات المتحدة لعائلة لبنانية. نشأت في بيروت وتابعت دراستها في الاقتصاد والرياضيات في الجامعة الأمريكية في بيروت. في سن العشرين بدأت حياتها المهنية في صناعة الأزياء. انتقلت إلى باريس بعد انفجار بيروت 2020.

## حياتها المهنية
وقعت نور عريضة مع فريق إيليت في باريس وهي بعمر 28 عام. وهي واحدة من أكثر النساء تأثيراً في الشرق الأوسط، حيث لديها أكثر من 16 مليون متابع عبر منصات التواصل الاجتماعي الخاصة بها. كما أصبحت واحدة من النساء العربيات القلائل اللاتي يواجهن حملات عالمية لعلامات تجارية عالمية مثل بوشرون، سيفورا، وميك أب فور إيفر. ظهرت نور على أغلفة المجلات الإقليمية والعالمية مثل فوغ، وهاربر بازار، وL'Officiel Paris.
لعبت دور البطولة في برنامج تلفزيوني عام 2017 على قناة E!. في عام 2019، شاركت نور في إنشاء أحمر الشفاه الخاص بها (إصدار محدود) مع شركة ماك لمستحضرات التجميل. كانت نور تشارك في مدارج عروض أسبوع الموضة في باريس لسنوات عديدة، لعلامات تجارية بارزة مثل زاديج وفولتير وإيتام وميزون ربيع كيروز ونيكولا جبران. كما أطلقت علامة تجارية لملابس الأطفال تحت اسم Generation Peace عام 2020، وتعتبر من رواد مواقع التواصل الاجتماعي بحسب مجلة Forbes الأمريكية.
حضرت نور مهرجان كان السينمائي عامي 2021 و2022 بصفتها سفيرة عالمية لدار المجوهرات الفرنسية بوتشرون. كما حضرت مهرجان البندقية السينمائي عام 2022.

## الجوائز والتكريمات
- جائزة المرأة العربية للعام في لندن.[12]
- جائزة المدافع العالمي عن حقوق المرأة - بياف 202